# Etheostoma susanae
Etheostoma susanae е вид лъчеперка от семейство Percidae. Видът е застрашен от изчезване.

## Разпространение
Разпространен е в САЩ.